# Itumeleng Khune
Itumeleng Khune (* 20. Juni 1987 in Ventersdorp) ist ein südafrikanischer Fußballtorwart.

## Vereinskarriere
Khune trat mit 13 Jahren den Kaizer Chiefs bei und steht seit 2005 im Kader der Profimannschaft, kam aber erst nach dem Abgang von Rowen Fernandez gegen Jomo Cosmos am 25. August 2007 zu seinem Ligadebüt in der Premier Soccer League (PSL). Überragende Leistungen in seiner ersten regulären Saison sorgten für eine Flut an Auszeichnungen. Er wurde zum besten Torhüter und Neuling der Saison gewählt und von den Ligaspielern der PSL auch zum besten Spieler der Saison gekürt. Beim Sieg der Chiefs im Telkom Knockout erhielt er die Auszeichnungen als bester Spieler und Torhüter. Klubintern wurde er 2008 als Spieler der Saison ausgezeichnet und auch von seinen Mitspielern zum besten Spieler der Saison gewählt.

## Nationalmannschaft
Nationaltrainer Carlos Alberto Parreira nominierte Khune für die Afrikameisterschaft 2008, ohne dass dieser zuvor einen Länderspieleinsatz absolvierte. Während des Turniers blieb er hinter Moeneeb Josephs noch Ersatztorhüter, gab aber kurze Zeit später am 11. März 2008 gegen Simbabwe sein Länderspieldebüt. Unter Parreiras Nachfolger Joel Santana entwickelte sich Khune zum Stammtorhüter und war Teil des Aufgebots des Konföderationen-Pokals 2009 im eigenen Land. Bei diesem Turnier stand er bei allen Spielen der südafrikanischen Nationalmannschaft im Tor. Auch nach der Rückkehr Parreiras in das Amt des Nationaltrainers blieb Khune Stammtorhüter und wurde auch für die WM 2010 berufen. Im Eröffnungsspiel gegen Mexiko zeigte er eine starke Leistung. Im zweiten Gruppenspiel gegen Uruguay erhielt er in der 76. Minute nach einer Notbremse die rote Karte. Seinen Platz im Tor nahm Moeneeb Josephs ein, der ihn auch im letzten Gruppenspiel gegen Frankreich vertrat. Da Südafrika danach bereits ausgeschieden war, kam Khune zu keinem weiteren Einsatz bei dieser WM.

## Erfolge
In der Nationalmannschaft
- Teilnahme an der Fußball-Weltmeisterschaft 2010
- Vierter Platz beim FIFA-Konföderationen-Pokal 2009

Im Verein
- Telkom Knockout: 2007
- MTN 8: 2008

Individuelle Erfolge:
- South African Sports Awards – Newcomer of the Year: 2008

- ABSA Premiership Players’ Player of the Season: 2007/08
- ABSA Premiership Goalkeeper of the Season: 2007/08
- ABSA Premiership Rookie of the Year: 2007/08

- Kaizer Chiefs Player of the Year: 2007/08
- Kaizer Chiefs Players’ Player of the Year: 2007/08